# Элшуко-трио
Элшуко-трио (англ. Elshuco Trio) — американское фортепианное трио, существовавшее в 1918—1934 гг. Получило название по первым слогам имени известной меценатки Элизабет Шартлефф Кулидж (англ. Elizabeth Shurtleff Coolidge). Бессменным виолончелистом и фактическим руководителем трио был Виллем Виллеке, остальные исполнители менялись.
Трио дебютировало в нью-йоркском Эолиан-холле 31 октября 1918 года произведениями Шуберта, Брамса и Равеля, вызвав восторженный отзыв рецензента «Нью-Йорк Таймс»:

отшлифованность и сбалансированность их ансамблевой игры при первом публичном выступлении — не просто удивительна: она освежающе артистична. И полдюжины сезонов не дали бы им большего блеска, большей взвешенности, большего духа единства.

И в дальнейшем пресса была к ансамблю весьма благосклонной — отмечая, например, в 1920 г., что трио «высоко и с успехом пронесло своё эксцентричное название на протяжении трёх сезонов».

## Состав
Фортепиано:
- Рихард Эпштейн (1918)
- Аурелио Джорни (1919—1934)

Скрипка:
- Самуил Гарднер (1918—1920)
- Элиас Брискин (1921)
- Уильям Кролл (1922—1934)
- Карл Крёйтер (1934)

Виолончель:
- Виллем Виллеке